# تناهد
التَّناهد هو مصطلح يشير إلى أن كل شخص مشارك في نشاط مدفوع الأجر يدفع نفقاته الخاصة بدلاً من أن يتحمل أي شخص في المجموعة الكلفة للمجموعة بأكملها. والنِّهد بكسر النون هو مبلغ التناهد.